# Paul-Émile Daurand-Forgues
Pour les articles homonymes, voir Forgues et Tim.
Paul-Émile Daurand-Forgues, né le 20 avril 1813 à Paris et mort le 22 octobre 1883 à Cannes, également connu sous les pseudonymes d’Old Nick et de Tim, est un journaliste, critique littéraire et écrivain français du XIXe siècle.

## Biographie
Diplômé en droit, il abandonne très tôt la carrière d’avocat dont il fut premier secrétaire de la Conférence pour se consacrer au journalisme et à la critique littéraire à partir de 1837.
Parlant couramment l’anglais, il travaille avec Amédée Pichot, directeur de la Revue britannique et signe ses articles sous le pseudonyme d’Old Nick (vieux Nicolas) sobriquet donné au diable en Angleterre. Il sera un traducteur prolifique de la littérature anglaise et américaine de l’époque.
En 1838, au Cercle des Arts, il rencontre Stendhal dont il devient un ami proche.
Il avait traduit Une Descente dans le Maelstrom d’Edgar Poe pour La Revue britannique en septembre 1846. Le 12 octobre, dans la Revue du Commerce, il publie Meurtre dans la rue Morgue sans autorisation et sans mentionner l’auteur, ce qui donnera lieu à une polémique. Baudelaire le qualifiera de pirate et d’écumeur de lettres.
Il sera l'exécuteur testamentaire de Lamennais qui le chargera de publier ses œuvres inédites.
Il sera également proche de Grandville qui illustrera certains de ses ouvrages, notamment Petites Misères de la Vie Humaine (1843), et réalisera son portrait.
Se rendant régulièrement en Angleterre, il rencontrera Dickens en 1844 et deviendra ami avec Wilkie Collins à qui il consacrera un article dans la Revue des deux Mondes en novembre 1855. En retour, Collins lui dédiera son roman The Queen of Hearts.
En 1853, il rédige un résumé de Moby Dick de Herman Melville dans la Revue des Deux Mondes dont il sera un collaborateur régulier.
Il a collaboré aussi au Charivari, à la Revue britannique, à L'Illustration et à l’Illustrated London News.

## Famille
De son mariage avec Marie-Athénaïs Paulinier il aura quatre enfants dont, outre Léon et Noémie,
- Eugène (9 septembre 1857 Allouis -1er décembre 1932) qui commença comme son père par collaborer à diverses revues. En 1884, il publie Mémoires et relations politiques du baron de Vitrolles, puis continue l’œuvre de son père en publiant Lettres inédites de Lamennais à Montalembert en 1898. Il publiera aussi Le dossier secret de Fouché (juillet-septembre 1815) et Les Mémoires d’un émigré (baron de Vitrolles) ainsi qu'une vie de Gavarni. Magistrat colonial, il séjourna à la Martinique, en Guadeloupe, Indochine et à Madagascar. En 1912 à sa retraite, il est premier président de la Cour d’Appel.

- Pauline (1845-1899) qui épousera Paul Vavin fils d’Alexis Vavin et sera ainsi la belle-sœur de l’illustrateur Crafty qui avait épousé Gabrielle Vavin.

## Œuvres
- La Chine ouverte. Aventures d'un Tan -Kouei dans le pays de Tsin. Ouvrage illustré par Auguste Borget 1845
- La révolte des Cipayes: épisodes et récits de la vie anglo-indienne - 1861
- Histoire de Nelson d'après les Depêches Officielles et ses Correspondances
- Cent proverbes : illustrations de Grandville Les auteurs du texte représentés par une marotte à trois têtes sur la page de titre sont Old Nick, Taxile Delors, Arnould Fremy et Amédée Achard
- Petites misères de la vie humaine, illustrations de Grandville, Paris, Henri Fournier, 1843 ; rééd. 1870.
- Originaux et beaux esprits de l'Angleterre contemporaine 1860
- Notice biographique de Shakespeare dans Galerie des personnages de Shakespeare, avec des analyses par Amédée Pichot (1844)
- Violette, chronique d’opéra. Eleanor Raymond. Histoire de notre temps, roman, imitation de l’anglais . [Paris], Éditions Hachette, « Bibliothèque des meilleurs romans étrangers », 1858,adaptation et non traduction de la nouvelle de Caroline Norton Stuart of Dunleath publiée en 1851. Prépublication dans La Revue de Paris en 1850. Réédition en 1873 Violette- Chronique d'Opéra, Imitation de l'Anglais

- Gens de Bohème et têtes fêlées 1862

## Traduction
- Charlotte Brontë :Jane Eyre ou Mémoires d’une gouvernante, de Currer Bell, imités par Old-Nick Paris: Hachette et Cie., 1855 [adaptation (et non traduction), première publication dans la Revue de Paris, Avril–Juin 1849
- Charlotte Brontë :Shirley, par Currer Bell, imité de l'anglais par Old Nick, 1850, (adaptation et non traduction) , publication dans La Revue de Paris, juin-Septembre 1850
- Ármin Vámbéry :Voyages d'un faux derviche dans l'Asie Centrale de Téhéran a Khivade - 1865
- John Hanning Speke Les sources du Nil: journal de voyage- 1864
- Wilkie Collins :La Reine de Cœur
- Wilkie Collins :Sans nom
- Wilkie Collins : La Femme en Blanc, 1861
- Wilkie Collins : Le Secret, 1858
- Nathaniel Hawthorne : La Maison aux sept pignons